# Усть-Іша
Усть-Іша́ (рос. Усть-Иша) — село у складі Красногорського району Алтайського краю, Росія. Адміністративний центр Усть-Ішинської сільської ради.

## Населення
Населення — 1390 осіб (2010; 1407 у 2002).
Національний склад (станом на 2002 рік):
- росіяни — 98 %